# Enguerrand Quarton
Enguerrand Quarton (diocèse de Laon, vers 1410/1415 - documenté à Avignon entre 1444 et 1466) est un peintre, verrier et enlumineur français du Moyen Âge tardif, dont quelques œuvres sont parmi les premiers chefs-d'œuvre du XVe siècle et tranchent avec la peinture italienne ou flamande. Il est à ce titre l'un des plus représentatifs de la seconde école de peinture d'Avignon.

## Biographie
Enguerrand Quarton, appelé aussi à tort Charroton, est originaire du diocèse de Laon. Il y est né peut-être vers 1410, 1412 ou 1415, dans la partie ouest du diocèse, peut-être dans la région de Saint-Quentin, d'après certaines expressions picardes figurant dans ses contrats. Cette proximité avec le Nord de la France explique sans doute sa connaissance des peintres flamands et particulièrement de Tournai, dont Robert Campin ou Rogier van der Weyden. Il est peut-être formé à Laon, la capitale du diocèse, car à cette époque, au début du XIVe siècle, y résident de nombreux peintres.
On trouve pour la première fois sa trace en Provence dès 1444. À cette date, il est à Aix-en-Provence pour réaliser une sainte Marthe destinée à être placée au-dessus du maître-autel de l'église de Tarascon. Le prix-fait indiquait qu'elle devait être entourée de son frère Lazare et de sa sœur Marie Madeleine tandis que sur la prédelle, il devait peindre cinq scènes de sa vie. Il est dès lors qualifié de « maître ». La même année, il est mentionné dans un acte notarié en compagnie de Barthélemy d'Eyck, le peintre de René d'Anjou, ce qui fait dire aux historiens de l'art que les deux peintres auraient collaboré. Il réside par la suite à Arles en 1446 puis à Avignon où la légation pontificale lui passe des commandes à partir du printemps 1447.
À cette date, il s'était installé dans une maison de la place Saint-Pierre. C'est cette adresse qui est indiquée sur les contrats de deux tableaux qui nous sont parvenus, la Vierge de Miséricorde et le Couronnement de la Vierge,.
C'est vers 1450 que pourrait se situer son voyage (hypothèse controversée), en Italie ; peut-être à l'occasion du grand Jubilé organisé par le pape Nicolas V, à Rome. Certains spécialistes avancent aussi l'hypothèse de l'influence de Quarton sur des artistes italiens, comme Antonello de Messine.
Plus tard, en 1461, ce fut l'abbesse du couvent Sainte-Claire d'Avignon qui lui fit commander un second Couronnement de la Vierge où devaient figurer, outre la patronne de son couvent, François d'Assise, Antoine de Padoue et Louis de Toulouse. En parallèle, il réalise un certain nombre de bannières pour des corporations dont l'une pour une confrérie de la ville d'Aix. Il recrute pour honorer ses nombreuses commandes, un peintre d'origine alsacienne appelé Jean de la Cort.
Enfin, il est aussi peintre d'enluminures, dès les années 1440-1450, travaillant là encore en collaboration avec d'autres peintres dont un autre artiste originaire du nord, Barthélemy d'Eyck, ou encore avec un certain Pierre Villate (actif à Avignon de 1451 à 1495). La dernière trace d'activité de l'artiste date de juillet 1466, moment d'une épidémie de peste, ce qui fait dire qu'il serait mort à cette date de cette même maladie. Dans son travail, les visages, individualisés, et les paysages évoquent l'influence de l'art flamand. On parle aussi d'une école d'Avignon et d'un style original pour tout un courant d'artistes ayant exercé en Provence comme Enguerrand Quarton. Maître de la seconde école d'Avignon, par ses œuvres, alors que le Grand Schisme était fini, il rendit tout son lustre à la cour d'Avignon, dirigée alors par des légats pontificaux.

## Ses œuvres

### Les tableaux
Les historiens de l'art s'accordent de nos jours pour lui attribuer quatre tableaux issus de quatre retables : 
- La Vierge de miséricorde de la famille Cadard (1452), Musée Condé, Chantilly[13] : elle lui fut commandée par Pierre, fils de Jean Cadard, seigneur du Thor, d'origine picarde et médecin du fils de Charles VI. Cette œuvre était destinée à orner la chapelle dédiée à Pierre de Luxembourg dans le couvent des célestins d'Avignon. Il y travailla conjointement avec Pierre Villate, dit Malebouche, originaire du diocèse de Limoges. Recouverte d'un manteau, cette Vierge se trouve entre les deux saints Jean et entourée du père et de la mère du commanditaire[5].
- Le Couronnement de la Vierge (1453), détrempe sur bois,  183 × 220 cm, musée Pierre-de-Luxembourg, Villeneuve-lès-Avignon. Dans le prix-fait qui nous est parvenu, tout est soigneusement indiqué et décrit, tant pour la composition, la Vierge devant être couronnée par la Trinité, que pour les personnages, il ne doit pas y avoir de différence entre le Père et le Fils[5]. Parmi les personnages dépeints, on voit Jean de Montagny, qui a conclu le prix-fait avec Quarton, Antoine de Montagny, frère de Jean, et le demi-cousin de leur père : Guillaume de Montjoie, évêque de Béziers, qu'ils auraient appelé leur oncle, suivant l'usage de l'époque[14],[15].
- La Vierge et l'Enfant entre deux saints et deux donateurs, appelé aussi Retable Requin, vers 1450-1455, Musée du Petit Palais d'Avignon[16].
- La Pietà de Villeneuve-lès-Avignon (1455), détrempe sur bois, 162 × 217 cm, musée du Louvre, Paris[17],[18]. Il s'agit d'une attribution, réalisée pour la première fois par Charles Sterling au vu des compositions, type du Christ, dessin et modelé des yeux, des mains, des plis, des rochers, mais aussi du commanditaire représenté, qui pourrait être Jean de Montagny, déjà commanditaire du Couronnement de la Vierge. Le nettoyage de parties du tableau révèlent la luminosité de palette de Quarton que cache la saleté et la transformation des pigments. De même Sterling démontre aussi avec la particularité des visages, des mains, la nature des plis ou la structure des rochers la paternité de Quarton pour ce chef-d’œuvre[19].

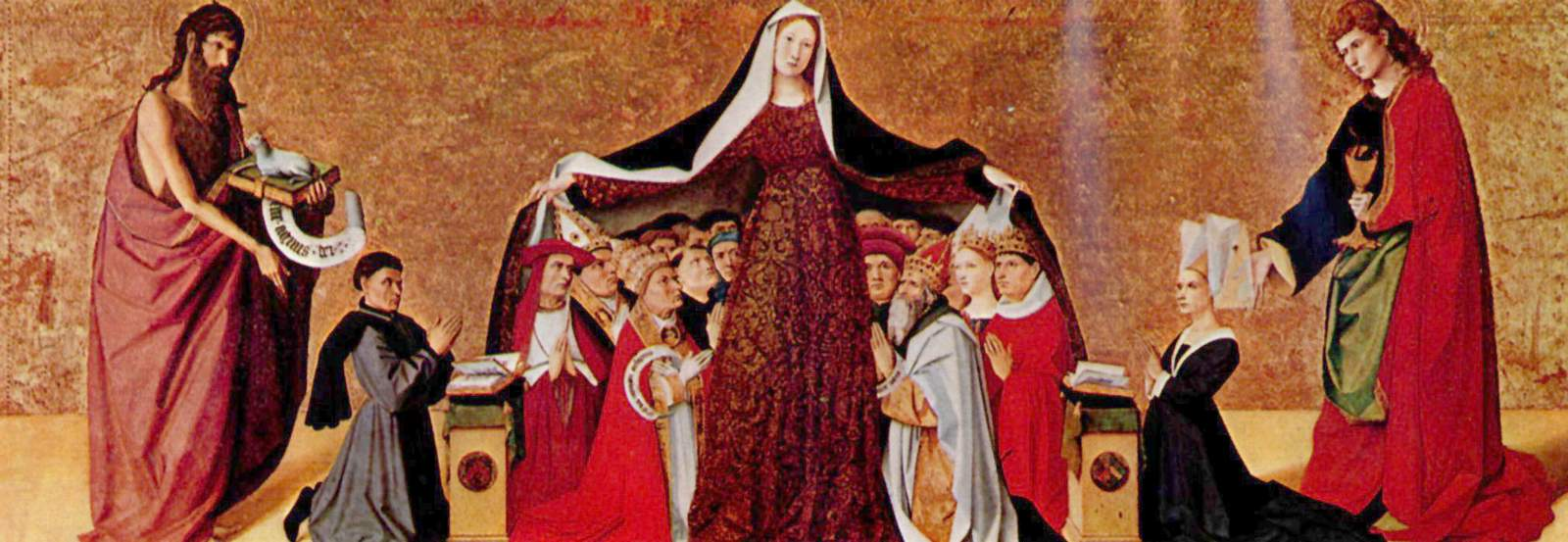
Vierge de la miséricorde.
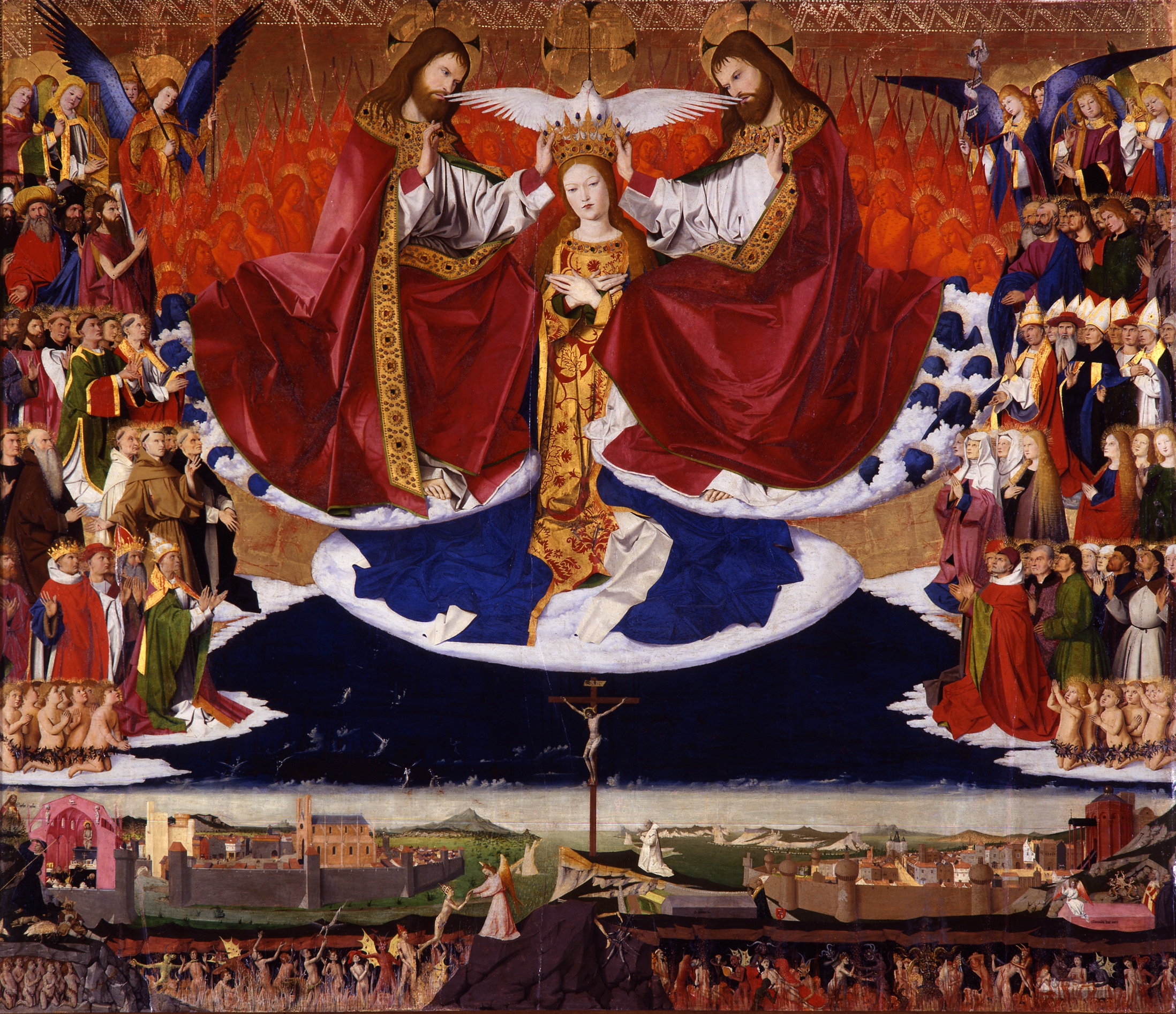
Couronnement de la Vierge.
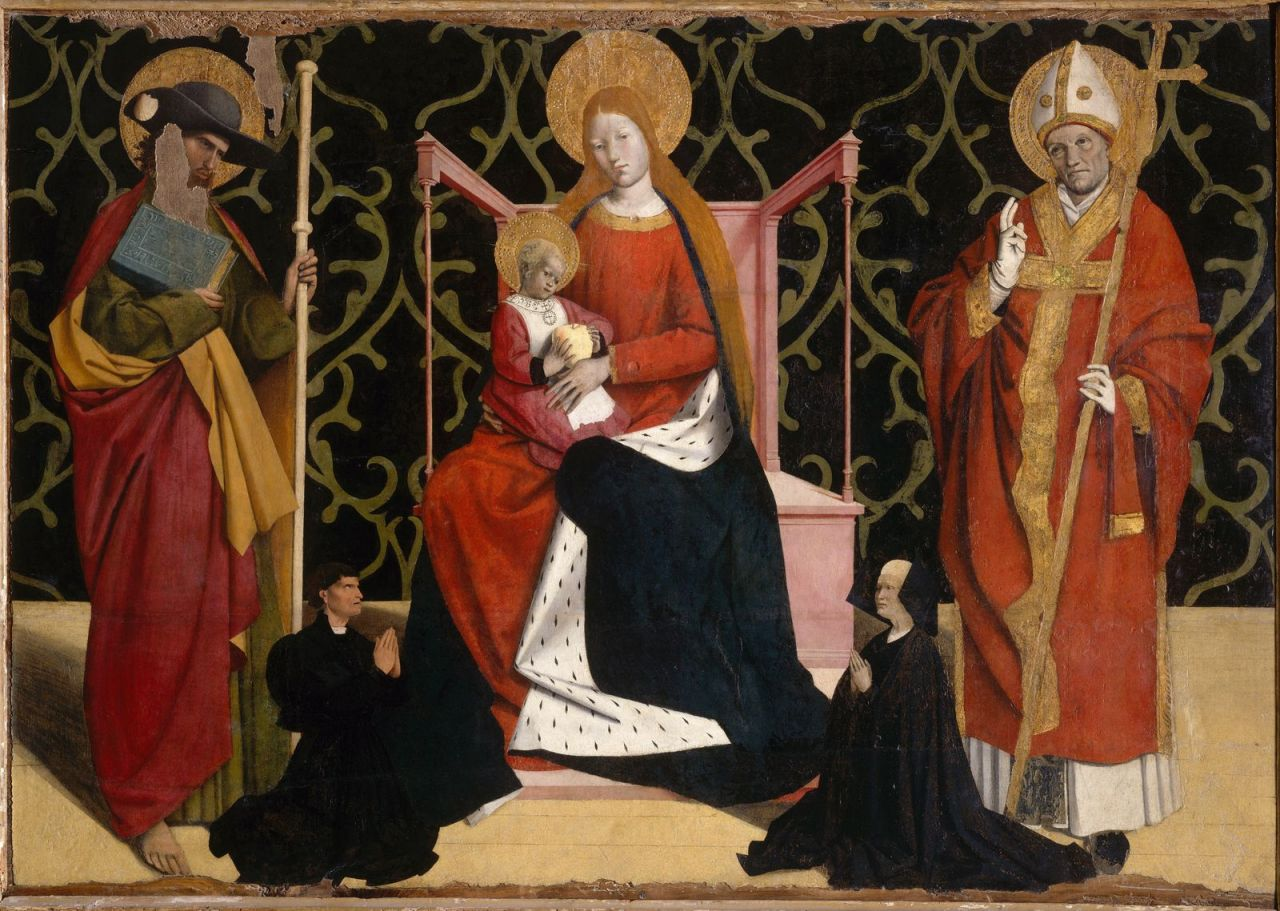
Retable Requin.
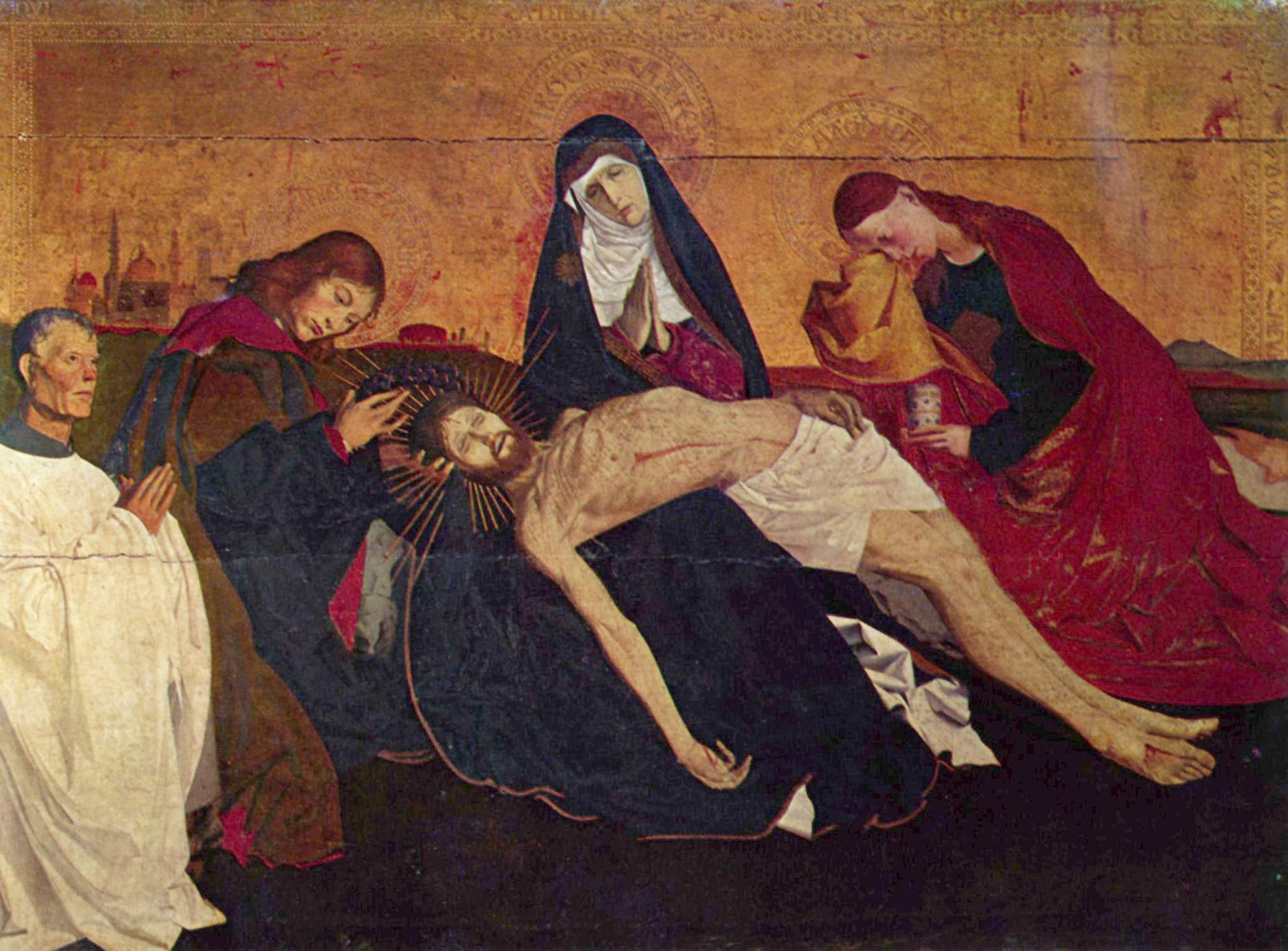
Pietà d'Avignon.

Depuis d'autres tableaux lui sont parfois attribués : 
- Petit retable de dévotion privée composé d'un Saint Jean-Baptiste et La Vierge à l'enfant entourés d'anges, deux panneaux sur bois conservés au Lindenau Museum à Altenbourg, autrefois surmontés de deux petits panneaux cintrés représentant les Prophètes Isaïe et Jérémie, conservés à la Pinacothèque des Musées du Vatican.
- Le Couronnement de la Vierge entre saint Siffrein et saint Michel, triptyque, cathédrale Saint-Siffrein de Carpentras.

D'autres attributions ont été avancées (Pierre de Luxembourg en extase (musée du Petit Palais d'Avignon), Saint Siffrein (musée du Petit Palais d'Avignon), sans pour autant remporter l'adhésion des conservateurs du musée.

### Manuscrits enluminés
Un certain nombre de miniatures dans des manuscrits enluminés ont été attribuées à Quarton, sur la base de son style caractéristique mais aussi de documents d'archives. Véritable chef de file de l'école d'Avignon, Enguerrand Quarton a fortement influencé le style local. Nous trouvons plusieurs autres manuscrits enluminés par d'autres artistes contemporains qui dénotent une connaissance de l'art de Quarton. Ces manuscrits ont été triés par les historiens de l'art, qui ont proposé plusieurs noms pour les suiveurs d'Enguerrand Quarton.
- Livre d'heures à l'usage de Rome, conservé par la Pierpont Morgan Library de New York (M358) en collaboration avec Barthélemy d'Eyck. Il y a particulièrement réalisé les miniatures représentant David en prière, Saint Jacques le Majeur et Saint Barthélemy.
- Un grand missel, dit Missel de Jean des Martins, à l'usage d'Aix-en-Provence, faisant partie des collections de la Bibliothèque nationale de France, daté de 1466, qui comporte deux miniatures en pleine page, trois plus petites, et de nombreuses initiales historiées,
- Deux grandes miniatures des Heures du maréchal Boucicaut, probablement réalisées en 1460, actuellement conservées au musée Jacquemart-André
- Petit livre d'heures à l'usage de Paris, années 1460, Bibliothèque Huntington, San Marino (Californie)[24]
- Deux miniatures représentant une Annonciation et un Roi David dans un livre d'heures conservé à la bibliothèque du grand séminaire de Namur[25].
- Les miniatures des volumes 2 et 3 d'une Bible historiale conservée à la New York Public Library (Spencer 004), en association avec le maître de Jacques d'Armagnac[26],[27].

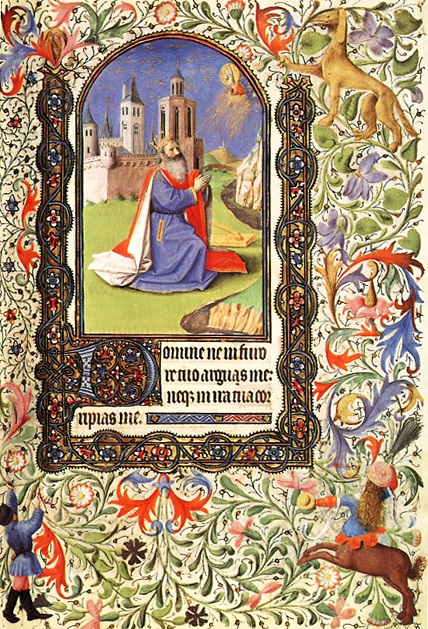
David, Heures de Namur, fo 77.
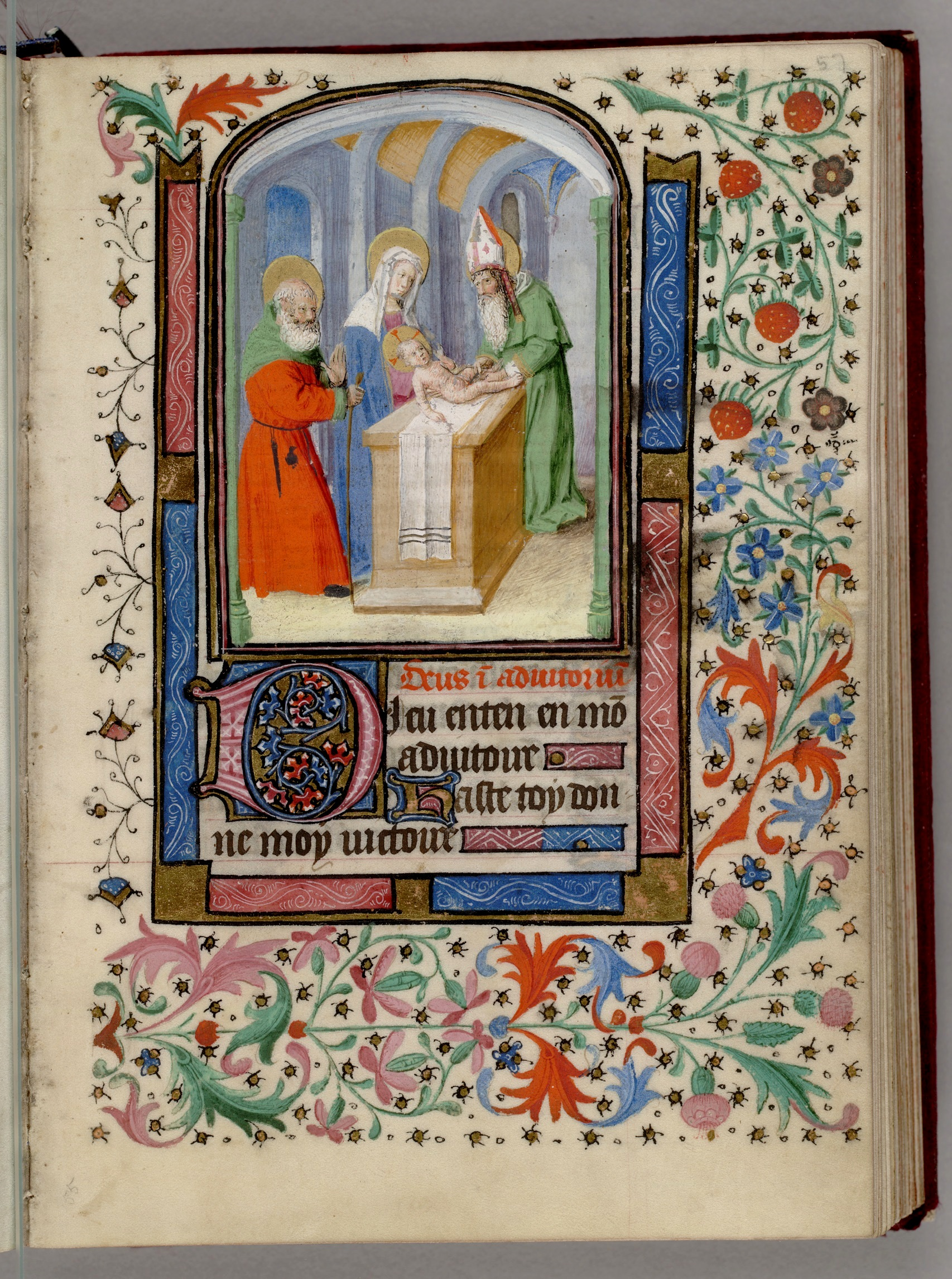
Circoncision, Livre d'heures à l'usage de Paris, fo 57.

### La peinture murale  et les vitraux?
Selon Charles Sterling, Quarton aurait réalisé la peinture murale du plafond de la chapelle familiale des Rolin à l'église des Célestins à Avignon. Cette fresque n'est connue que par un relevé effectué avant sa destruction en 1859. Elle représentait La Communion de Marie Madeleine dans le désert de la Sainte-Baume. Il a par ailleurs été retrouvé une commande datant de 1466 auprès de « mestre enguibrand pintre davinhon » pour des vitraux installés dans la salle de l'hôtel de ville d'Arles. S'y ajouterait le vitrail représentant Saint Siffrein, entre saint Michel et sainte Catherine d'Alexandrie, dans la chapelle de Michel Anglici de l'ancienne cathédrale Saint-Siffrein de Carpentras.

## Sa redécouverte
Aucune de ses œuvres n'étant signée, ses tableaux les plus célèbres ont fait l'objet au XIXe siècle de multiples interprétations. On a longtemps vu dans Le Couronnement de la vierge une œuvre de René d'Anjou lui-même. Prosper Mérimée lors de sa visite à Villeneuve-lès-Avignon, y voyait une peinture d'Albrecht Dürer. Il faut attendre 1889 pour que le chanoine Requin, à la suite de recherches dans les archives des notaires d'Avignon, retrouve la trace de quatre prix-faits ou contrats entre des commanditaires et un peintre dont il transcrit de manière erronée le nom sous la forme de « Charonton ». L'un d'entre eux, très précis dans la description du tableau, permet immédiatement au chanoine de l'associer au Couronnement de la Vierge. En 1904, c'est La Vierge de Miséricorde du musée Condé qui est identifiée dans un autre prix-fait, alors même qu'une grande exposition se déroule à Paris sur le thème des primitifs français. Enguerrand Quarton devient alors l'un des peintres français les plus célèbres et ses tableaux parmi les plus commentés par les historiens de l'art.